# Операция «Гиммлер»
Операция «Гиммлер» — разработанная спецслужбами нацистской Германии и проведённая непосредственно перед вторжением вермахта в Польшу операция «под чужим флагом», призванная дискредитировать Польскую Республику, создать представление об агрессии Польши против нацистской Германии и таким образом оправдать нападение Германии. Операцию «Гиммлер» иногда называют первой военной акцией в ходе Второй мировой войны в Европе.

## Разработка операции
В течение нескольких месяцев, предшествовавших вторжению в Польшу в 1939 году, в немецкой прессе и в выступлениях политиков нацистской Германии развернулась направленная на внутреннюю и внешнюю аудиторию пропагандистская кампания, в ходе которой польские власти обвинялись в том, что они если не организовали, то допустили этнические чистки в отношении проживавших на территории Польши этнических немцев.
22 августа 1939 года Адольф Гитлер сказал своим генералам:

«Я вам даю пропагандистский casus belli. Его правдивость не имеет значения. Победителя не будут спрашивать, правду ли он говорит».
Общее руководство осуществлением операции, названной в честь её инициатора и идейного вдохновителя Генриха Гиммлера, было возложено на Рейнхарда Гейдриха, а непосредственное оперативное руководство — на Генриха Мюллера. Целью этой операции «под чужим флагом» было создание видимости польской агрессии против Германии, которая впоследствии должна была быть использована для оправдания немецкого вторжения в Польшу. Гитлер также хотел сбить с толку общественное мнение польских союзников (Великобритании и Франции), чтобы предотвратить или хотя бы задержать объявление ими войны Германии.

## Осуществление
Первоначально операция планировалась на 26 августа, но из-за непредвиденных дипломатических осложнений (Муссолини отказался участвовать в войне, а Великобритания заключила с Польшей договор о взаимопомощи) и само вторжение, и операцию «Гиммлер», которая должна была ему предшествовать, пришлось отложить. Не обошлось и без накладок, поскольку одна из законспирированных на территории Польши групп неверно истолковала полученный сигнал об отсрочке и выполнила свою задачу, осуществив нападение на таможенный пост.
Операция проводилась агентами СС и СД. В их задачу входили налёты на административные здания в пограничной зоне, беспорядочная стрельба для запугивания местного населения, осуществление актов вандализма и последующий отход; уходя, они оставляли трупы убитых, одетых в польскую военную форму. Трупы (это были тела заключённых из концлагерей, умерщвлённых смертельными инъекциями, со следами посмертных пулевых ранений) были приготовлены заранее (отсюда и название одного из этапов операции — операция «Консервы») и доставлены на места проведения операций.
Операция «Гиммлер» включала в себя проведение нескольких инсценированных нападений:
- Нападение на радиостанцию в городе Глейвице[10].
- Нападение на таможенный пункт в Стодолах (часть города Рыбник) (нем. Hochlinden[нем.], «Хохлинден»)[9][10]
- Нападение на лесничество в Бычине (Питшине) (нем. Pitschen «Питшин»)[9].

## Последствия
Выступая в Рейхстаге 1 сентября, Гитлер в своей речи заявил о многочисленных инцидентах, произошедших на приграничной территории, в качестве оправдания «оборонительных действий» немецких вооружённых сил:

Я более не вижу готовности со стороны польского правительства вести с нами серьёзные переговоры. Предложения по посредничеству потерпели неудачу, потому что за ними последовала всеобщая польская мобилизация, сопровождавшаяся новыми зверствами со стороны поляков. Этой ночью произошёл 21 инцидент, прошлой ночью — 14, из которых три были очень серьёзными. Поэтому я решил говорить с Польшей на том же языке, на каком Польша разговаривала с нами в последние месяцы. Сегодня ночью регулярные польские войска впервые обстреляли нашу территорию. С 5:45 утра мы отвечали на их огонь… Я буду продолжать эту борьбу, неважно против кого, до тех пор, пока не будет обеспечена безопасность Третьего Рейха и его права…
К середине 1939 года отделением абвера в Бреслау были завербованы и обучены методам саботажа и партизанской войны тысячи польских фольксдойче, задачей которых стало проведение различных акций с целью провоцирования польских властей на репрессии против немецкого населения. В ходе германского вторжения эти агенты действительно выступали в качестве «пятой колонны», что вызвало ответные действия польских властей. Эти ответные действия использовались пропагандой нацистской Германии. Одним из самых резонансных инцидентов стало так называемое Быдгощское (Бромбергское) «Кровавое воскресенье». Вот какие указания отдавало Министерство пропаганды в своей инструкции для СМИ:

… мы обязаны в новостях продемонстрировать варварство поляков в Бромберге. Понятие «Бромбергское „Кровавое воскресенье“» должно навсегда закрепиться в словарях и облететь весь мир. Для того, чтобы это произошло, нам следует постоянно его выделять…